# Evernote
Evernote – aplikacja zaprojektowana do przechowywania i organizowania notatek, tworzenia list oraz archiwizacji, rozwijana przez firmę Evernote Company z siedzibą w Redwood City w Kalifornii. Program umożliwia automatyczne tworzenie notatek z plików tekstowych, stron www, zdjęć, nagrań audio czy odręcznych notatek. Pliki Evernote mogą zawierać załączniki, być sortowane w notatniki, tagowane, edytowane oraz eksportowane do zewnętrznych programów. 
Evernote to aplikacja wieloplatformowa dostępna dla użytkowników systemów: iOS, Android, Microsoft Windows, Chrome OS, BlackBerry OS, webOS, Windows Mobile, Windows Phone, WatchOS, PebbleOS, Wear OS oraz macOS. Możliwe jest również zalogowanie do serwisu poprzez przeglądarkę internetową. Programu można używać darmo z miesięcznym limitem przesyłania danych lub w płatnej subskrypcji ze zwiększonym limitem. Od 6 sierpnia 2024, darmowe konta Evernote mają nałożone ograniczenie do jednego podłączonego urządzenia na raz.
W wersji 10 aplikacji desktopowej wprowadzono duże zmiany. W przepisanej aplikacji początkowo brakowało m.in. niektórych preferencji, w szczególności nie było możliwości zmiany globalnych skrótów klawiszowych, co powodowało duże problemy m.in. dla osób z polską klawiaturą. W kolejnych wersjach część z tych funkcji została przywrócona i rozwinięta.